# برندا (آریزونا)
برندا (به انگلیسی: Brenda) یک منطقهٔ مسکونی در ایالات متحده آمریکا است که در شهرستان لاپاز، آریزونا واقع شده‌است. برندا ۱۷٫۹۰ کیلومتر مربع مساحت و ۷۳۰ نفر جمعیت دارد و ۴۱۹٫۱۱ متر بالاتر از سطح دریا واقع شده‌است.